# جين ساترفيلد
جين ساترفيلد (بالإنجليزية: Jane Satterfield)‏ (15 يوليو 1964)؛ كاتِبة وشاعرة أمريكية. درست في جامعة آيوا.